# Higher Ground
«Higher Ground» — песня американского фанк-музыканта Стиви Уандера, первый сингл из альбома Innervisions. Песня достигла 4-й строчки в чарте Billboard Hot 100 и добралась до вершины USA Hot R&B. Уандер сочинил и записал песню в течение трёхчасового творческого порыва — в мае 1973 года. Альбомная версия содержит дополнительный куплет и длится на 30 секунд дольше, нежели сингл-версия. Уникальное звучание песни было достигнуто за счёт клавинета пропущенного через педальной вау-эффект Mu-tron. В качестве баса, в песне был использован синтезатор Moog. Посредством последовательного наложения инструментов, Уандер сам сыграл на всех инструментах, в том числе на ударных.

## Отзывы критиков
В 2004 году журнал Rolling Stone поставил песню на 265-е место в своём списке «500 величайших песен всех времён», написав: «песня была записана незадолго до несчастного случая, едва не ставшим фатальным для Уандера — певец попал в автокатастрофу и находился в коме в течение нескольких дней. Когда Уандер пришел в себя, турменеджер музыканта спел мелодию этой песни ему на ухо; Уандер ответил — пошевелив пальцами под музыку».

## Позиции в хит-парадах
Еженедельные чарты:
| Хит-парад (1973)                | Высшая позиция |
| ------------------------------- | -------------- |
| Kent Music Report               | 62             |
| RPM 100 Singles                 | 9              |
| RPM Pop Music Playlist          | 73             |
| FIMI                            | 22             |
| Нидерланды (Dutch Top 40)       | 33             |
| Нидерланды (Single Top 100)     | 28             |
| Великобритания (OCC UK Singles) | 29             |
| Billboard Hot 100               | 4              |
| Billboard Hot R&B Singles       | 1              |

Годовые чарты:
| Чарт (1973)                      | Позиция |
| -------------------------------- | ------- |
| США (Billboard Top Soul Singles) | 33      |
| США (Billboard Top Pop Singles)  | 62      |

## Кавер-версия Red Hot Chili Peppers
«Higher Ground» — песня американской рок-группы Red Hot Chili Peppers, первый сингл из альбома Mother's Milk.
Эта версия песни была номинирована на соискание награды MTV Video Award.
Песня вошла в саундтреки к следующим фильмам: «Пассажир 57» (1992), «Могучие морфы: Рейнджеры силы» (1995), «Авансцена» (2000), «Широко шагая» (2004), «Всё или ничего» (2005), «Каратэ-пацан» (2010) и «Хочу как ты» (2011). Также, она звучит в одном из эпизодов телесериала «Принц из Беверли-Хиллз» (1991).
«Higher Ground» отметилась в следующих видеоиграх: Guitar Hero, Rocksmith и SSX3
В одном из эпизодов телесериала Бивис и Баттхед, главные герои обсуждают музыкальное видео этой песни.
Британский журнал Total Guitar, поставил песню на второе место среди лучших кавер-версий всех времён.
В рамках «Года миллиона желаний», аттракцион Space Mountain в калифорнийском Диснейленде, использовал эту песню в качестве своей заглавной темы на протяжении 16-ти недель: с 3 января по 26 апреля 2007 года.
Сингл содержит би-сайд «Millionaires Against Hunger», который был записан во время сессий для альбома Freaky Styley.

### Хит-парады
| Хит-парад (1989—1990)              | Высшая позиция |
| ---------------------------------- | -------------- |
| Австралия (ARIA)                   | 45             |
| Нидерланды (Single Top 100)        | 38             |
| Новая Зеландия (Recorded Music NZ) | 15             |
| Official Charts Company            | 54             |
| Hot Mainstream Rock Tracks         | 26             |
| Modern Rock Tracks                 | 11             |

## Список композиций и форматы издания
| Компакт-кассета; США (1989) 1. «Higher Ground» 2. «Nobody Weird Like Me» Грампластинка 7"; США (1989) 1. «Higher Ground» 2. «Fight Like a Brave» Компакт-диск; Великобритания 1. «Higher Ground» 2. «Higher Ground» (Munchkin Mix) 3. «Millionaires Against Hunger» 4. «Mommy Where’s Daddy?» Грампластинка 12", компакт-диск; Германия (1989) 1. «Politician (Mini Rap)» 2. «Higher Ground» (Munchkin Mix)" 3. «Higher Ground (Dub Mix)» 4. «Mommy Where’s Daddy?» Грампластинка 12" (промосингл); Великобритания (1989) 1. «Higher Ground» 2. «Higher Ground» (Munchkin Mix)" 3. «Higher Ground (Bert Bevans Remix)» Грампластинка 12" (промосингл); США(1989) 1. «Higher Ground (Edit)» 2. «Higher Ground» Грампластинка 12" (промосингл, версия 2); США (1989) 1. «Higher Ground (12» Vocal)" 2. «Higher Ground (Politician Mix)» 3. «Higher Ground (Dub Mix)» Грампластинка 12" (тестовая печать); США (1989) 1. «Higher Ground» 2. «Higher Ground» (Munchkin Mix) 3. «Millionaires Against Hunger» 4. «Mommy Where’s Daddy?» Грампластинка 7"; Австралия (1989) 1. «Higher Ground» 2. «Punk Rock Classic» | Грампластинка 7"; Великобритания (1989) 1. «Higher Ground» 2. «Millionaires Against Hunger» Компакт-диск (промосингл); США (1989) 1. «Higher Ground (CHR Edit)» 2. «Higher Ground» Грампластинка 7" (3D Punch Out Pepper); Великобритания (1990) 1. «Higher Ground» 2. «Higher Ground (Munchkin Mix)» 3. «Politician (Mini Rap)» 4. «Higher Ground (Bert Bevans Mix)» Грампластинка 12" (Gatefold sleeve pop up); Великобритания (1990) 1. «Higher Ground» 2. «Fight Like a Brave» 3. «Out in L.A.» Грампластинка 12" (Limited edition picture disc); Великобритания (1990) 1. «Higher Ground» 2. «Higher Ground (Daddy-O Mix)» 3. «Fight Like a Brave» Компакт-диск (макси-сингл); Великобритания (1990) 1. «Higher Ground» 2. «Fight Like a Brave» 3. «Behind the Sun» 4. «Out in L.A.» Компакт-диск (промосингл); Испания (1992) 1. «Higher Ground» 2. «Higher Ground» Компакт-диск (промосингл); Франция (1992) 1. «Higher Ground (Daddy-O Mix)» 2. «Millionaires Against Hunger» 3. «Castles (Live)» Компакт-диск (промосингл); Европа (1992) 1. «Higher Ground (Ben’s Mix)» 2. «Higher Ground» |  |